# Sainte-Montaine
Sainte-Montaine là một xã thuộc tỉnh Cher trong vùng Centre-Val de Loire miền trung Pháp.

## Dân số
| 1962                                | 1968 | 1975 | 1982 | 1990 | 1999 | 2006 |
| ----------------------------------- | ---- | ---- | ---- | ---- | ---- | ---- |
| 216                                 | 253  | 226  | 233  | 206  | 170  | 214  |
| Từ năm 1962 Dân số không tính trùng |      |      |      |      |      |      |